# Teorii privind falsificarea aselenizării în programul Apollo

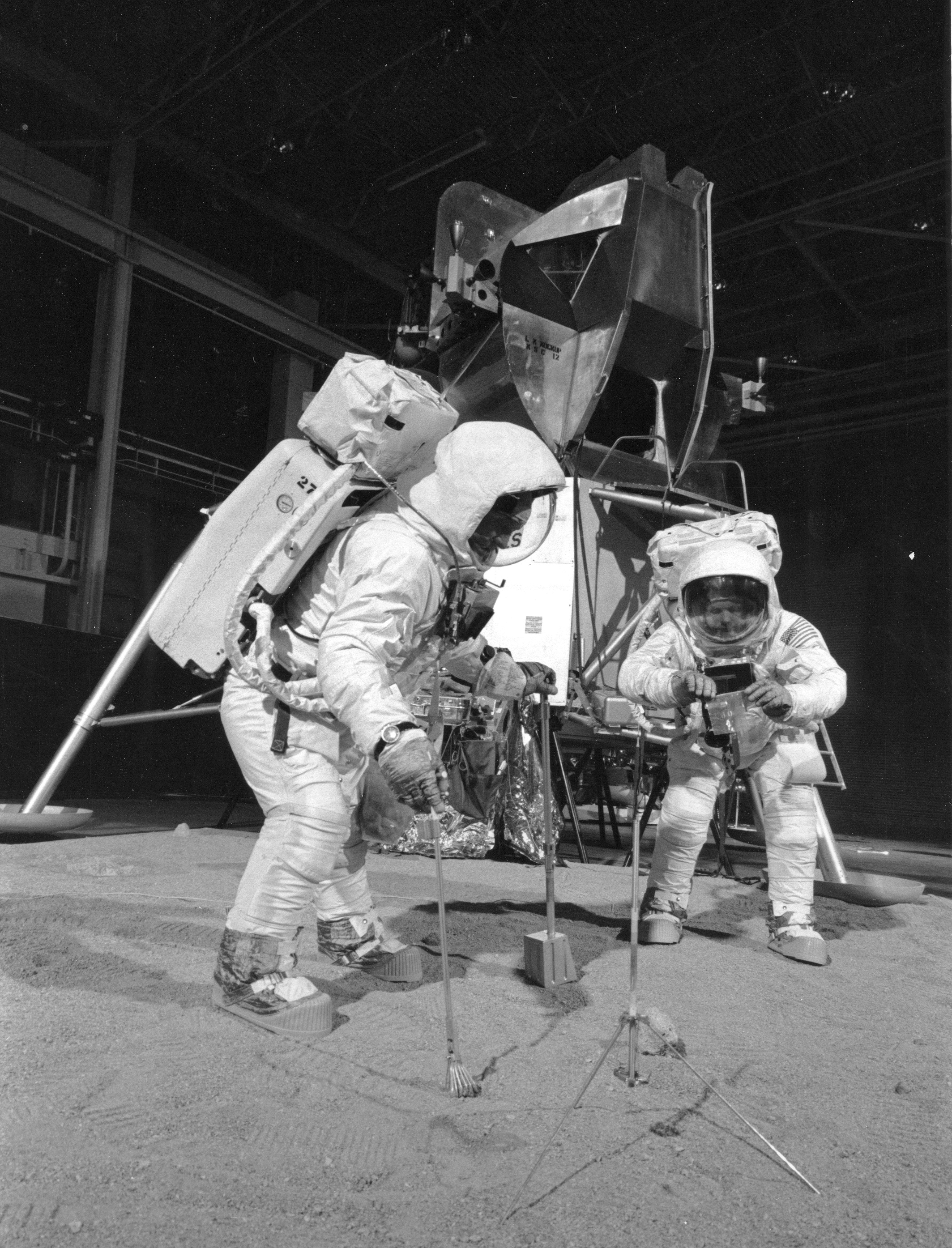
Astronauții Buzz Aldrin, Neil Armstrong și modulul de coborâre într-un peisaj selenar artificial creat de NASA pentru antrenamente. Susținătorii înșelătoriei afirmă că filmul misiunilor a fost făcut în mod similar.

Unele persoane și grupuri acuză NASA și alte organizații implicate în programul Apollo de falsificarea misiunilor de aselenizare. Acuzațiile de fals cuprind printre altele următoarele afirmații:
- Cosmonauții programului Apollo nu au ajuns pe Lună niciodată.
- NASA a recurs la fabricarea, distrugerea și modificarea dovezilor (fotografii, înregistrări, eșantioane de rocă) pentru a face publicul să creadă că aselenizările au avut loc în realitate.
- NASA și alții continuă și azi această conspirație.

Marea majoritate a oamenilor de știință susțin că aceste acuzații sunt neîntemeiate. De asemenea sondajele de opinie arată că și în rândurile publicului general există foarte puțini susținători ai acestor acuzații, sondajele arătând că în SUA doar 6%-28% din populație crede că aselenizările au fost trucate, în timp ce restul cred că misiunile NASA au fost reale sau au răspuns că „Nu știu.”

## Principalii susținători ai farsei
Numeroase teorii conspirative au fost avansate, care subliniază o acțiune concertată de angajații NASA (uneori și alții) pentru a perpetua informații false despre aterizări care nu a avut loc, sau ca să acopere informații exacte despre aterizările care au avut loc într-un mod diferit decât au fost ele prezentate publicului larg. „Credincioșii” s-au concentrat asupra lacunelor percepute sau a incoerențelor din istoricul înregistrărilor misiunilor. Flat Earth Society a fost una dintre primele organizații care au acuzat NASA de falsificarea aterizărilor, argumentând că acestea au fost realizate la Hollywood cu Walt Disney ca sponsor, Arthur C. Clarke scenarist și regizate de Stanley Kubrick.
În rândul „credincioșilor habotnici” predomină ideea că întreg programul de „aselenizare” cu echipaj uman a fost o farsă totală de la început până la sfârșit. Unii susțin că tehnologia cu care s-a încercat să se trimită oameni pe Lună ar fost insuficientă și/sau că centurile de radiații Van Allen, vântul solar, erupțiile solare, ejecțiile coronale de masă și radiația cosmică ar fi făcut o astfel de călătorie imposibilă.

### Motivele
Există mai multe teorii privind motivația guvernului american privind presupusa falsificare a debarcărilor pe Lună. Prestigiul în Războiul Rece, câștigul monetar și distragere atenției [de la adevăratul program spațial, etc.] sunt doar câteva dintre cele mai notabile motive.
Guvernul SUA a considerat că este vital ca Statele Unite să câștige Cursa Spațială în fața Uniunii Sovietice. Mersul pe Luna ar fi riscant și costisitor, asa cum a exemplificat președintele John F. Kennedy cu faimoasele sale cuvinte cum că Statele Unite au ales să meargă acolo tocmai pentru că este foarte greu. Susținătorii conspirației spun, de asemenea, că guvernul american a beneficiat de o distragere a atenției populare de la războiul din Vietnam, și astfel activitățile care implicau atingerea satelitului nostru au fost oprite brusc, cu misiunile planificate anulate, cam în același timp când Statele Unite nu s-au mai implicat în războiul din Vietnam.

### Implicarea Uniunii Sovietice
Un motiv principal pentru cursa spre Lună a fost Războiul Rece. Philip Plait spune în Bad Astronomy că sovieticii, cu propriile lor programe spațiale concurente și cu o comunitate științifică formidabilă erau în măsură să analizeze datele NASA. Prin urmare ar fi de așteptat ca sovieticii să fi descoperit o eventuală falsificare a aselenizării, mai ales că propriul lor program a eșuat. Succesul american demonstrat ca fiind o farsă de către sovietici ar fi fost o uriașă lovitură de propagandă. Bart Sibrel a răspuns acestei idei cum că: „sovieticii nu aveau capacitatea de a urmări navele spațiale americane care părăseau orbita Pământului până la sfârșitul anului 1972, iar cum au avut această tehnologie brusc ultimele trei misiuni Apollo au fost anulate”.

### Susținătorii farsei și propunerile lor

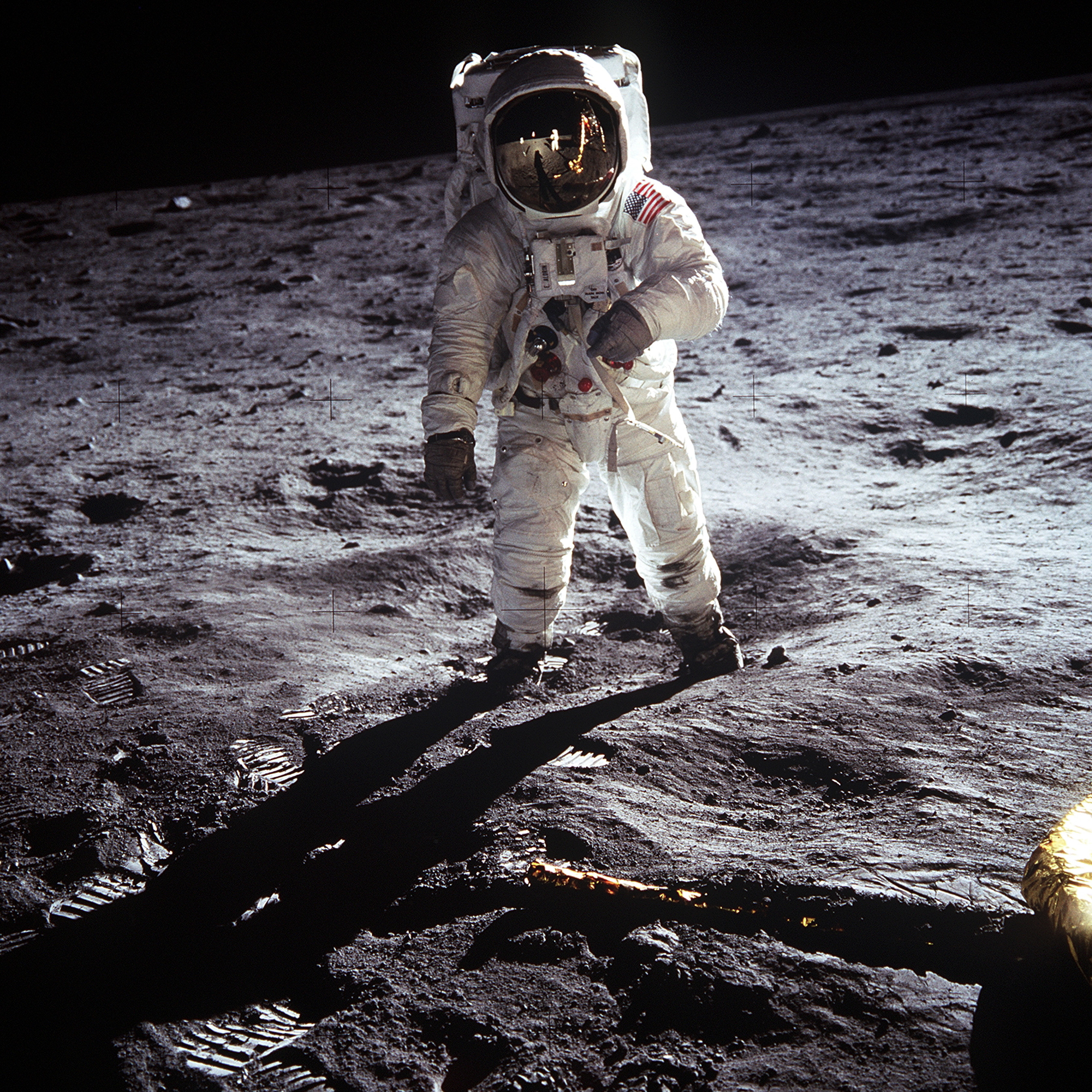
Aldrin umblând pe suprafața Lunii în timpul misiunii Apollo 11?

- Bill Kaysing (1922–2005) este un fost angajat la Rocketdyne[10], compania care a construit motoarele F-1 utilizate pe racheta Saturn V. Kaysing nu era calificat din punct de vedere tehnic, întrucât a lucrat la Rocketdyne ca bibliotecar. Kaysing a publicat cartea We Never Went to the Moon: America's Thirty Billion Dollar Swindle (Nu am fost niciodată pe Lună: Escrocherie de treizeci de miliarde de dolari)[11][12] în care a făcut mai multe acuzații. NASA și alții au răspuns afirmațiilor făcute în carte.
- Bart Sibrel este un regizor și producător a patru filme realizate pentru AFTH, compania sa[13], inclusiv un film din 2001 numit A Funny Thing Happened on the Way to the Moon[14] (Un lucru ciudat s-a întâmplat pe drumul spre Lună)[15], în care examinează dovezile farsei. Argumentele pe care Sibrel le invocă în acest film au fost demascate de către numeroase surse, inclusiv în seria Svector Lunar Legacy[16], în care respinge argumentul din documentarul lui Bart Sibrel cum că echipajul lui Apollo a falsificat adevărata distanță a modulului de comandă față de Pământ, fiind de fapt pe orbită joasă. Unele părți din filmul original, potrivit lui Sibrel, nu au putut fi incluse în versiunile oficiale pentru mass-media. În imaginile cenzurate, corelația între Pământ și fazele Lunii pot fi confirmate în mod clar, astfel că se neagă afirmația lui Sibrel că aceste fotografii au fost trucate. Pe 9 septembrie 2002, Sibrel (37 de ani) a primit un pumn în față de la Buzz Aldrin (72 ani), după ce Sibrel l-a confruntat pe Aldrin cu teoriile sale despre farsă[necesită citare][17] în timp ce acuza fostul astronaut că ar fi un laș, un mincinos, și un hoț. Sibrel a încercat să depună plângere împotriva lui Aldrin, dar cazul a fost clasat în momentul în care judecătorul a decis că Aldrin a fost în legitimă apărare față de comportamentul agresiv al lui Sibrel[necesită citare][18].
- William L. Brian este un inginer nuclear care și-a publicat o carte în 1982 denumită Moongate: Suppressed Findings of the U.S. Space Program[19], în care acesta contestă gravitația de la suprafața Lunii.
- David Percy este producător TV, expert în tehnologii audiovizuale și membru al Royal Photographic Society (Societății Regale Fotografice), este co-autor, împreună cu Mary Bennett al cărții Dark Moon: Apollo and the Whistle-Blowers[20]) și co-producător al What Happened On the Moon?[21] (Ce s-a întâmplat pe Lună?). El este principalul adept al acuzației "whistle-blower" (alarmiști), argumentând că erorile din fotografiile NASA sunt numeroase și atât de evidente tocmai pentru că NASA intenționat pune erori în fotografii pentru a discredita pe cei care sprijină teroria conspirației pe baza cercetării erorilor din fotografii[22].
- Ralph Rene este un inventator și autoproclamat om de știință. Este autor al NASA Mooned America în care spune că astronauții nu ar fi putut supraviețui radiațiilor la care ar fi fost expuși în timp ce treceau prin centura de radiații Van Allen și dacă există așa costume performante (deși 1 m de plumb e necesar pentru protecție eficientă) de ce nu sunt folosite în alte domenii de activitate (în reactoarele nucleare de exemplu). Alte teme abordate în carte: De ce fotografii luate de pe Lună nu prezintă stele în fundal, de ce flutură steagul în lipsa atmosferei, de ce apare litera C pe o piatră (în maniera decorurilor de la Hollywood)?
- James M. Collier (d. 1998) – ziarist american și autor, producător al documentarului video Was It Only a Paper Moon? din 1997.
- Jack White – istoric fotograf american cunoscut cunoscut și pentru încercările sale de a proba falsificările fotografiilor care prezentau asasinarea președintelui John F. Kennedy.
- Marcus Allen – ziarist britanic la Nexus care a spus că fotografiile nu dovedesc că SUA au trimis oameni pe Lună. El a spus: "Să ajungi pe Lună nu este chiar așa o problemă, rușii au făcut asta în 1959" (Luna 2), "marea problemă este să duci oameni acolo". El a sugerat că NASA a trimis misiuni robotice pe Lună deoarece mărimea radiației din spațiul cosmic ar fi letală pentru oameni. O altă variantă a acestei idei este aceea că NASA și contractorii săi nu și-au revenit suficient de repede după incendiul misiunii Apollo 1, și deci toate misiunile au fost falsificări, astfel încât doar cu Apollo 14 sau 15 au început primele misiuni autentice.
- Aron Ranen a declarat în filmul său documentar Did We Go? din 2005 că "în acest moment sunt 75% credincios că am fost". Pe 20 iulie 2009, Ranen a apărut la emisiunea Geraldo at Large (Fox News Channel) pentru a argumenta că niciun om nu a aselenizat pe Lună.
- Clyde Lewis - Gazda unei emisiuni de radio.
- David Groves lucrează la Quantech Image Processing și a lucrat la unele din fotografiile NASA. Notabil este faptul că el a examinat ieșirea lui Aldrin din LM. El a afirmat că a fost folosită lumină artificială, pe care a estimat-o ca fiind la 24 - 36 centimetri în dreapta aparatului de fotografiat (corespunzătoare cu partea însorită a costumului spațial al lui Armstrong). A calculat pe baza lungimii focale a lentilelor aparatului de fotografiat
- Alexander Popov – om de știință rus, doctor în fizică și matematică, autor al cărții Americans on the Moon - a great breakthrough or a space affair? (Moscova, 2009, ISBN 978-5-9533-3315-3) în care încearcă să dovedească că acest Saturn V a fost de fapt un Saturn 1B[42] camuflat și respinge toate evidențele privind aselenizările.
- Iuri Mukhin – politician rus, publicist și scriitor, autor al cărții The Moon affair of the USA (2006) în care el respinge toate dovezile aselenizărilor și acuză Statele Unite că și-au înșelat proprii cetățeni punându-i să plătească taxe pentru o farsă. El mai acuză Comitetul Central al Partidului Comunist din Uniunea Sovietică și pe unii oameni de știință sovietici că au ajutat pe cei de la NASA să comită aceste falsificări fără a-i denunța.
- Stanislav Pokrovsky – om de știință rus, candidat în științe și Director General al unei întreprinderi de producție științifică Project-D-MSK. El a declarat că viteza reală a rachetei Saturn V în etapa S-IC a fost doar pe jumătate din cât s-a declarat. Analizele sale duc la presupunerea că dârele de fum ale rachetei solide care ies din fuselaj și ale retro rachetei în etapa secundară se opresc instantaneu în aerul înconjurător astfel încât ele pot fi folosite pentru a estima viteza rachetei. El ignoră vânturile de la mare altitudine și altitudinea etapei de 67 km, unde aerul este de 10.000 ori mai puțin dens decât la nivelul mării. Stanislav afirmă că numai o rotație în jurul Lunii este posibilă; și nu o aselenizare urmată de o reîntoarcere pe Pământ.
- Philippe Lheureux – autor francez al cărților Moon Landings: Did NASA Lie? și Lumini pe Lună: NASA minte? (Lumières sur la Lune: La NASA a-t-elle menti?). El spune că astronauții americani au coborât pe Lună, dar, pentru a preveni ca alte state să beneficieze de informațiile științifice din imaginile reale, NASA a dat publicității imagini trucate (false).

## Examinare critică a acuzațiilor de falsificare
Potrivit lui James Longuski, profesor de aeronautică și inginerie astronautică de la Universitatea Purdue, mărimea și complexitatea scenariilor presupusei teorii a conspirației fac veridicitatea lor o imposibilitate. Mai mult de 400.000 de oameni au lucrat la proiectul Apollo de aproape zece ani și o duzină de oameni care au mers pe Lună s-au întors pe Pământ ca să povestească experiențele lor. Sute de mii de oameni, inclusiv astronauți, oameni de știință, ingineri, tehnicieni, muncitori calificați ar fi trebuit să păstreze secretul. Longuski, de asemenea, susține că ar fi fost mult mai ușor de fapt să aterizeze pe Lună decât să se realizeze o asemenea conspirație masivă privind falsificarea aselenizării. Teoreticienii conspirației îi răspund că fiecare angajat știa doar ce trebuie să știe în domeniul lui limitat de activitate și există un număr relativ mic de oameni [la NASA] care să vadă toată imaginea în ansamblu.
Vince Calder și Andrew Johnson au dat o replică detaliată celor care susțin teoria conspirației, într-un format de întrebări și răspunsuri, pe site-ul Laboratorului Național Argonne (Argonne National Laboratory). Ei spun că portretizarea NASA privind aselenizarea este fundamental corectă, permițând astfel erori comune cum ar fi fotografii greșite și amintiri personale imperfecte. Prin aplicarea procesului științific, orice ipoteză care este contrazisă de fapte observabile poate fi respinsă. Există o totală lipsă de coerență în prezentarea ipotezei farsei datorită variantelor diferite ale susținătorilor teoriei conspirației.
Ipoteza „aterizarea este reală” este o poveste unică, deoarece provine dintr-o singură sursă, dar există mai multe ipoteze ale farsei, fiecare abordând un aspect specific al aselenizării. Prin urmare această variație este considerată un indicator cheie că ipoteza „aterizarea este o farsă” constituie de fapt adevărata teorie a conspirației.

### Imaginile de la locurile de aterizare

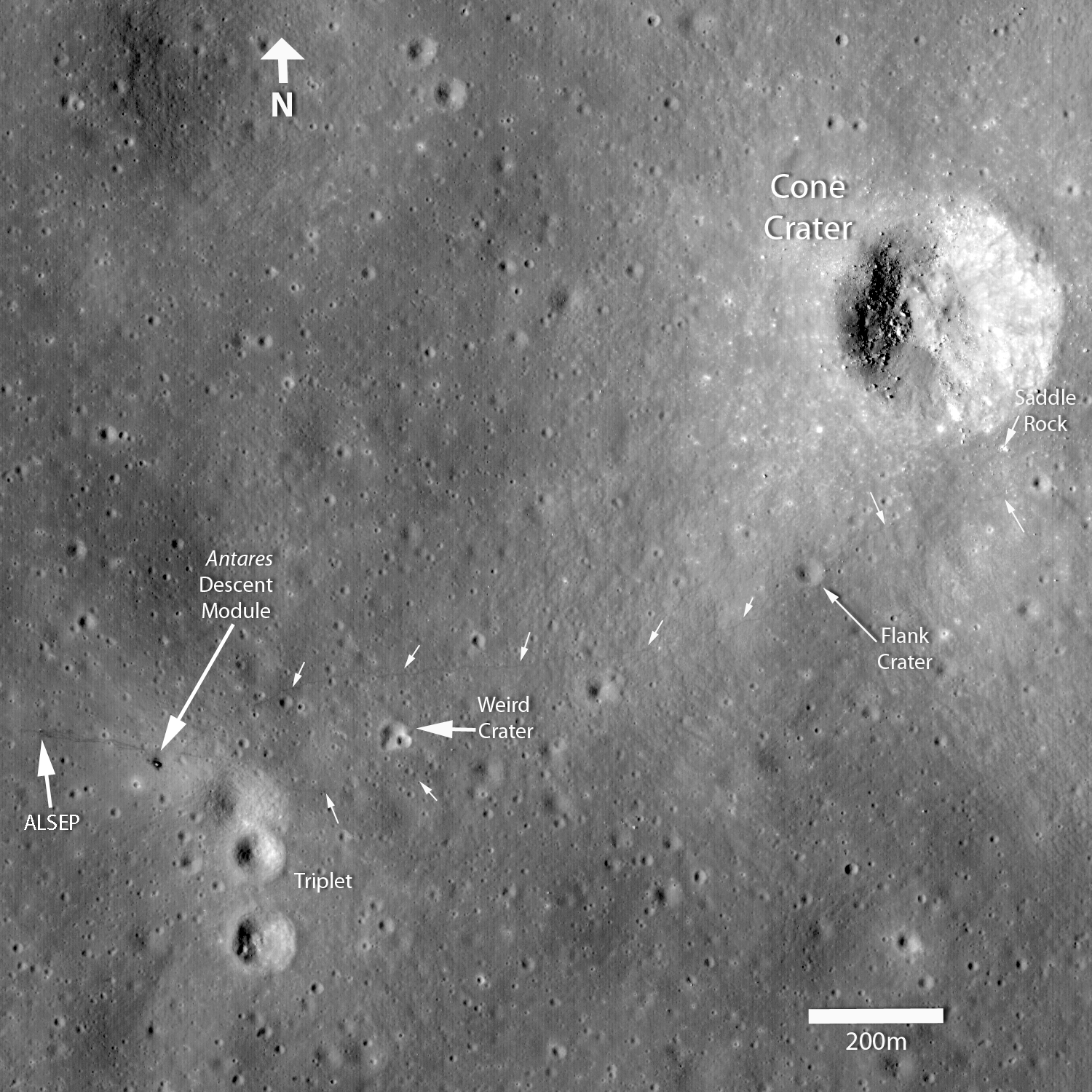
O fotografie recentă a probei LRO din 26 august 2009 care prezintă locul de aterizare al misiunii Apollo 14.

O altă componentă a teoriei falsificării se bazează pe argumentul că observatoarele profesionale și Telescopul Spațial Hubble ar trebui să poată face fotografii de la locurile aselenizărilor. Argumentul se bazează pe ideea că, dacă telescoapele pot vedea la marginea universului, atunci ar trebui să fie în măsură să facă fotografii locurilor aselenizărilor. Asta înseamnă că marile observatoare din lume (precum și Programul Hubble) sunt complice acestei falsificări prin refuzul de a realiza fotografii ale locurilor de aselenizare. Imagini ale Lunii au fost luate de Hubble, inclusiv din cel puțin două locuri de aselenizare ale programului Apollo, dar limitele rezoluției telescopului Hubble face imposibilă vizualizarea obiectelor lunare de dimensiuni mai mici de 55-69 metri, ceea ce este insuficient pentru a vedea clar orice loc de aselenizare.

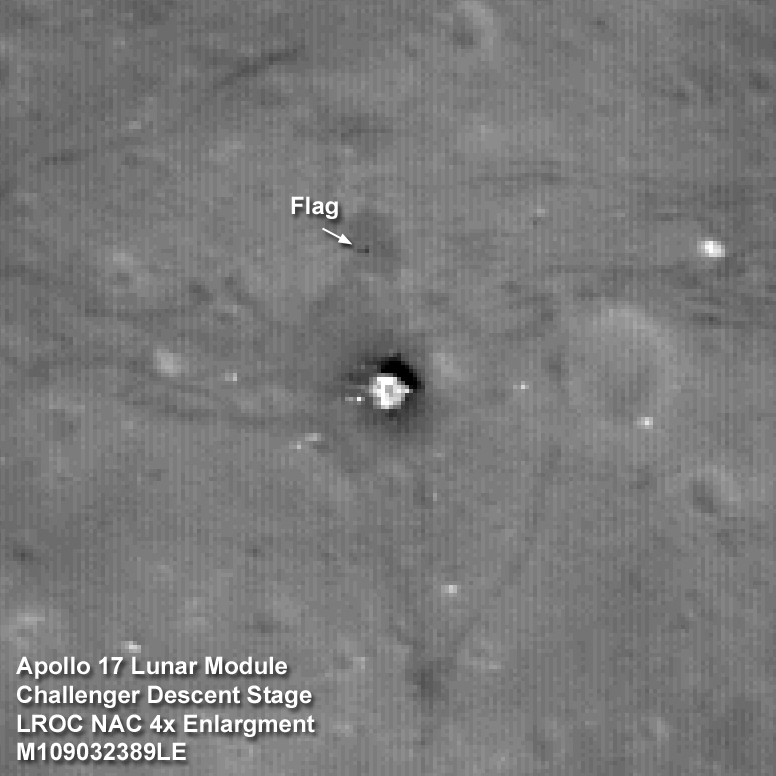
Locul de aselenizare al Apollo 17. Modulul lunar Challenger Lunar Module - imagine luată de nava spatială robotică Lunar Reconnaissance Orbiter.

Leonard David a publicat un articol pe space.com pe 27 aprilie 2001, în care a prezentat o imagine realizată de către misiunea Clementine care arăta o pată difuză întunecată în locul unde NASA spune că este modulul lunar al misiunii Apollo 15 Falcon. Dovezile au fost remarcate de Misha Kreslavsky (de la Departamentului de Științe geologice a Universității Brown) și Shkuratov Yuri (de la Observatorul Astronomic Harkov din Ucraina). Sonda fără pilot SMART-1 a Agenției Spațiale Europeane a transmis imagini de la locurile aselenizărilor programului Apollo, în conformitate cu Bernard Foing, om de știință șef al Proramului Științific al Agenției Spațiale Europeane. „Având în vedere orbita inițial înaltă a probei europene SMART-1 este dificilă observarea vreunui obiect”, a declarat Foing într-un interviu pe space.com.
The Daily Telegraph (Londra) a publicat un articol în 2002 în care spune că astronomii europeni au folosit telescopul VLT pentru a vizualiza ceea ce a rămas pe Lună din sondele Apollo. Potrivit articolului, Dr. Richard West a declarat că echipa sa va avea curând o imagine de înaltă rezoluție de la unul dintre locurile de aselenizare a programului Apollo.
Marcus Allen, un susținător al falsificării programului Apollo , a subliniat că imaginile făcute pe Lună în care apar tot felul de dispozitive nu-l vor convinge că debarcările cu echipaj uman au avut loc. Fotografiile obținute de VLT ar fi așadar primele imagini produse de înaltă definiție obținute de altcineva și nu de NASA.
Agenția Spațială Japoneză JAXA a lansat pe 14 septembrie 2007 o probă lunară denumită SELENE (JST) la Centrul Spațial Tanegashima. SELENE a orbitat in jurul Lunii la aproximativ 100 km altitudine. În mai 2008 JAXA a semnalat detectarea unui halou generat de motorul modulului lunar de evacuare al misiunii Apollo 15. 

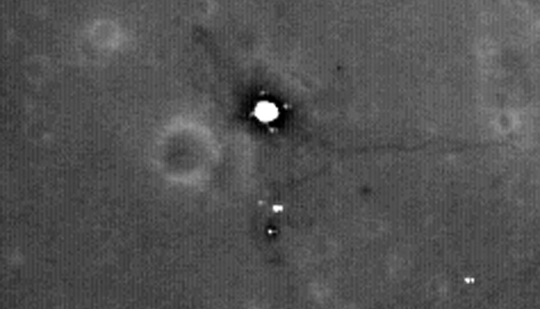
Locul de aselenizare al Apollo 11. Imagine NASA Lunar Reconnaissance Orbiter

În data de 17 iulie 2009, NASA a realizat o serie de teste fotografice cu rezoluție scăzută pe baza fotografiilor făcute de proba LRA realizate la locurile de aselenizare ale misiunilor Apollo 11, Apollo 14, Apollo 15, Apollo 16 și Apollo 17. Fotografiile arată stadiul de coborâre pe suprafața Lunii al fiecărui modulului lunar. Imaginea de la locul de aselenizare al misiunii Apollo 14 prezintă și piesele create de către un astronaut pentru un experiment științific (ALSEP) și modului lunar. Fotografiile de la locul de aselenizare al misiunii Apollo 12 au fost prezentate publicului de către NASA pe 3 septembrie 2009. O parte din modulul lunar de coborâre (Intrepid), pachetul pentru experimente (ALSEP), nava spațială Surveyor 3 și urmele lăsate de astronauți toate sunt vizibile.
În timp ce imaginile LRO au fost primite cu aclamații de către comunitatea științifică care le-a considerat reale, toate acestea nu au convins pe teoreticienii conspirației că au avut loc aselenizările. Principalul motiv pentru această îndoială este că din moment ce LRO este un proiect NASA, atunci totul este doar o continuare a falsificării.

### Fotografii și filme

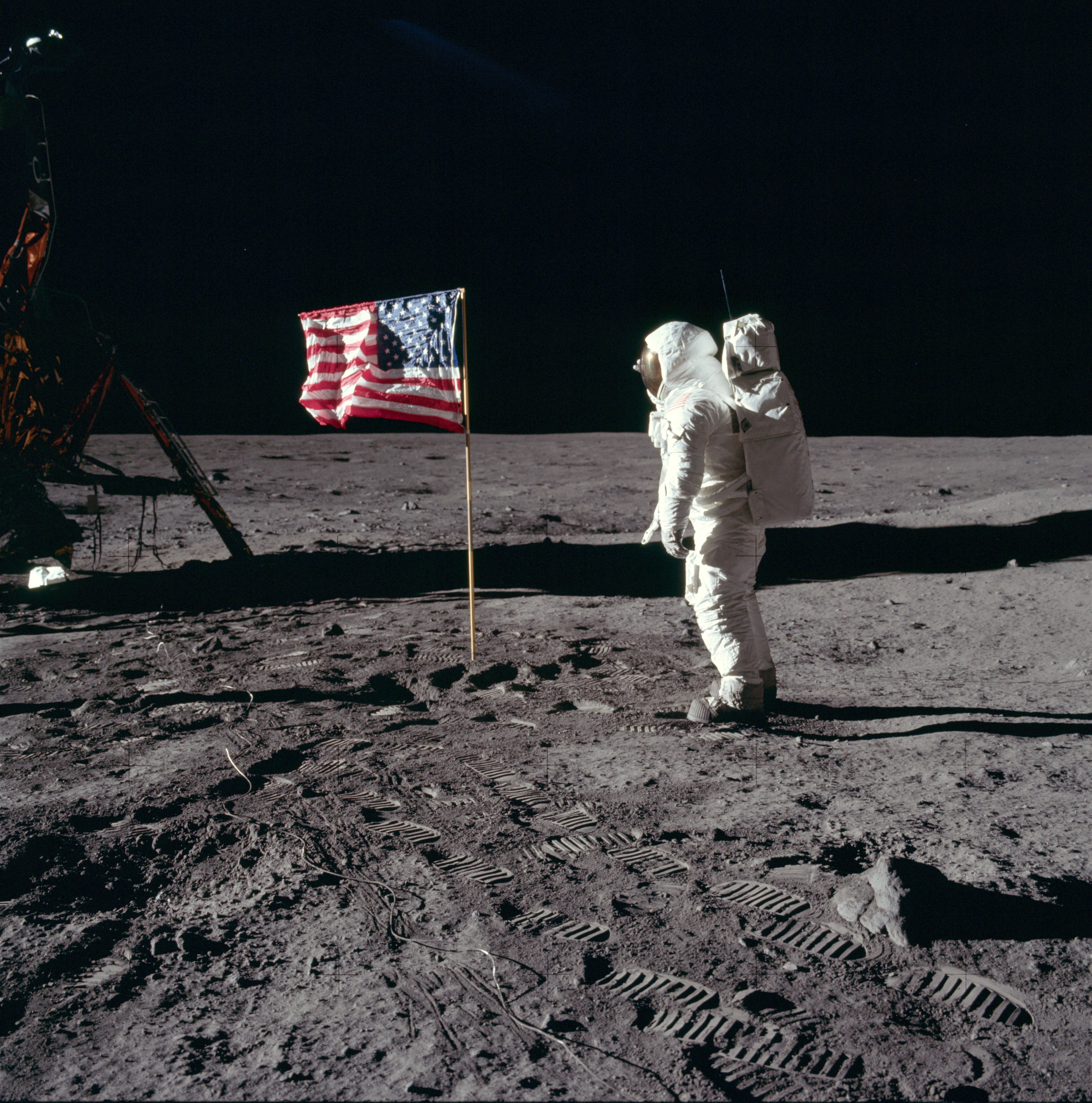
Steagul Statelor Unite ale Americii pe suprafața selenară

### Rocile lunare
Programul Apollo a strâns un total de 382 kilograme de roci lunare în timpul misiunilor Apollo 11, 12, 14, 15, 16 și 17. Analizele realizate de oamenii de știință din întreaga lume dovedesc la unison că aceste roci provin de pe Lună. Niciun articol publicat în literatura științifică de specialitate nu pune la îndoială această afirmație. Probele aduse de Apollo se deosebesc și de rocile terestre și de meteoriți  prin faptul că ele prezintă o completă lipsă de produse rezultate din modificări apoase: adică dovada că aceste roci provin de pe un corp lipsit de atmosferă și au caracteristici geochimice unice. Mai mult de atât, sunt semnificativ mai vechi decât rocile de pe Terra. Rocile lunare au mai mult de 200-600 de milioane de ani vechime decât cele mai vechi roci terestre cunoscute în acest moment. Rocile lunare au o serie de caracteristici asemănătoare cu probele lunare aduse de sovietici mai târziu.
Adepții farsei argumentează că voiajul lui Wernher von Braun în Antarctica din 1967 (aproximativ 2 ani înainte de 16 iulie 1969, lansarea misiunii Apollo 11) a fost cu scopul de a studia și/sau a colecta meteoriți lunari care să fie folosiți pentru a falsifica rocile lunare. Deoarece von Braun a fost un ofițer SS (deși unul care a fost arestat de Gestapo) [131], filmul documentar Did We Go? sugerează [89] că este suspectibil de a menține tăcerea privind conspirația farsei datorită trecutului său dubios. Cum NASA nu a oferit mai multe informații despre ce a căutat von Braun (directorul Marshall Space Flight Center) și alți trei membri în Antarctica în acea perioadă. NASA a spus doar că aceștia au cercetat factori de mediu și logistici care să-i ajute să planifice viitoarele misiuni spațiale. 
Meteoriții lunari sunt foarte rari și este foarte improbabil că NASA a adunat 382 kilograme de roci lunare între 1969 și 1972. Momentan sunt doar 30 kilograme de meteoriți lunari care au fost descoperiți până acum, potrivit posesorilor particulari și ai agențiilor guvernamentale din întreaga lume, meteoriți găsiți într-o perioadă mai mare de 20 de ani.
În 2015, Rusia a cerut o anchetă internațională privind aselenizarea, după ce o anchetă condusă de către americani vizând FIFA a pus la îndoială corectitudinea alegerii Rusiei ca viitoarea gazdă a Campionatului Mondial de Fotbal 2018. Vladimir Markin a cerut testarea "validității" celor 400 de kilograme de roci lunare (dar și anchetarea dispariției unor secvențe filmate). 